# Construcciones Aeronáuticas

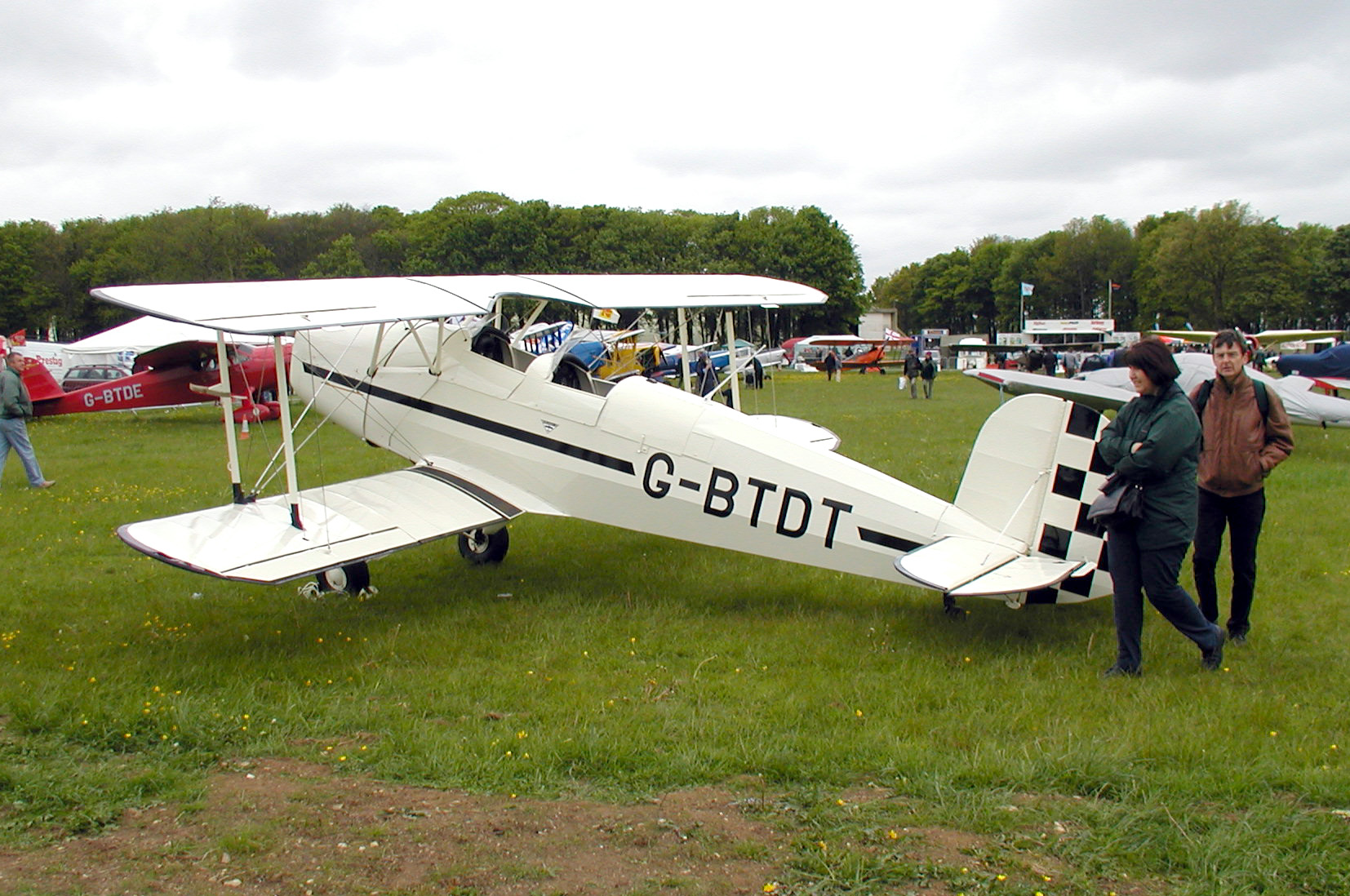
2CASA 1.131 Jungmann, prodotto nel 1957.

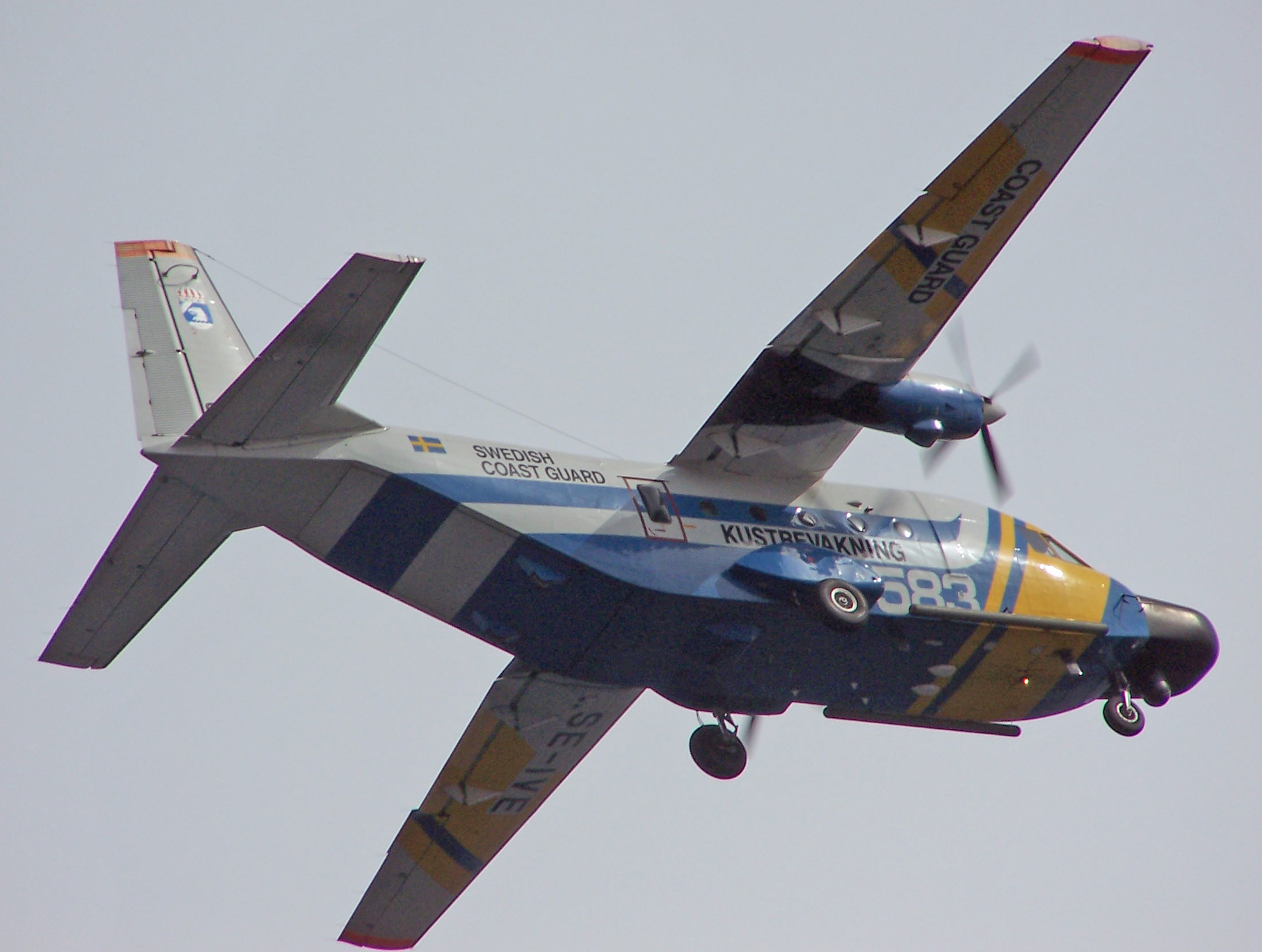
Un CASA C-212 della Guardia Costiera svedese

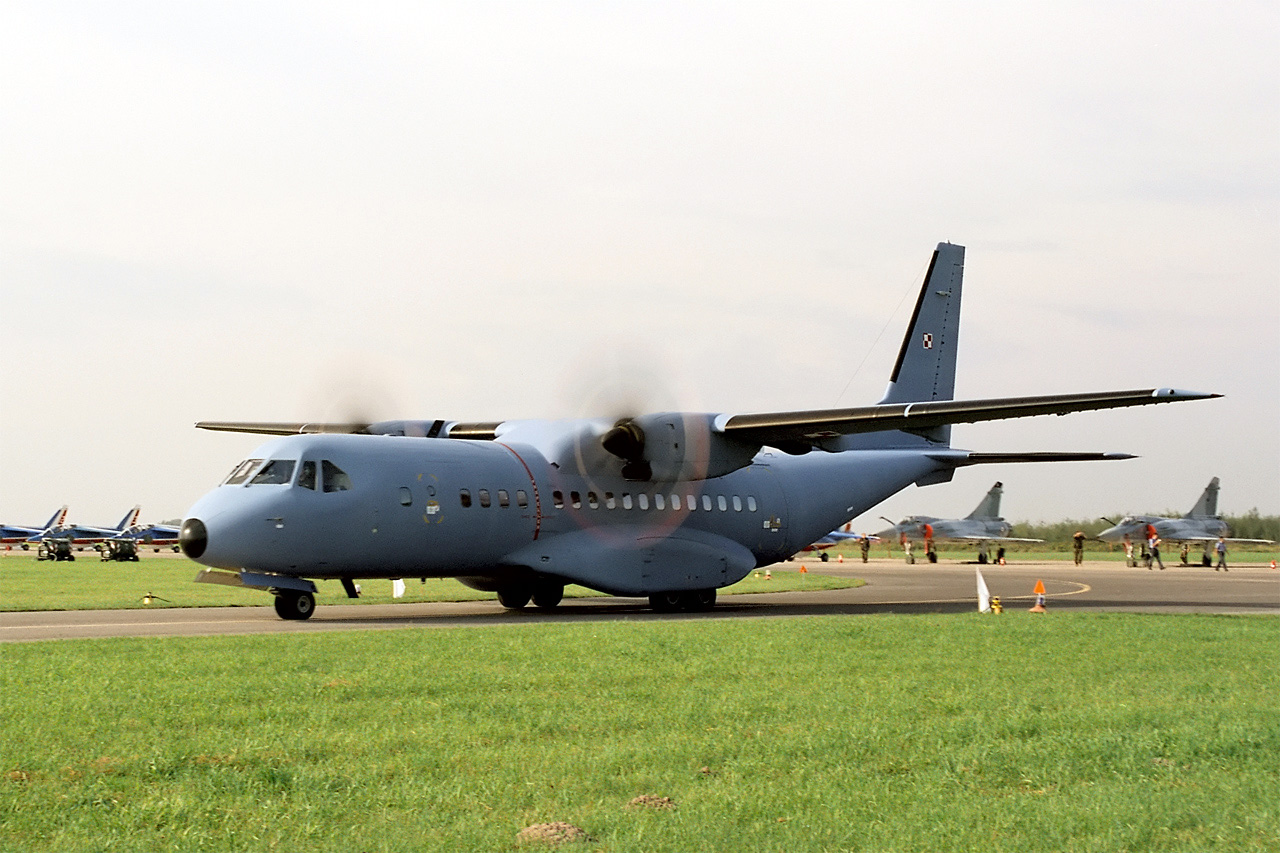
Un CASA C-295 della Siły Powietrzne

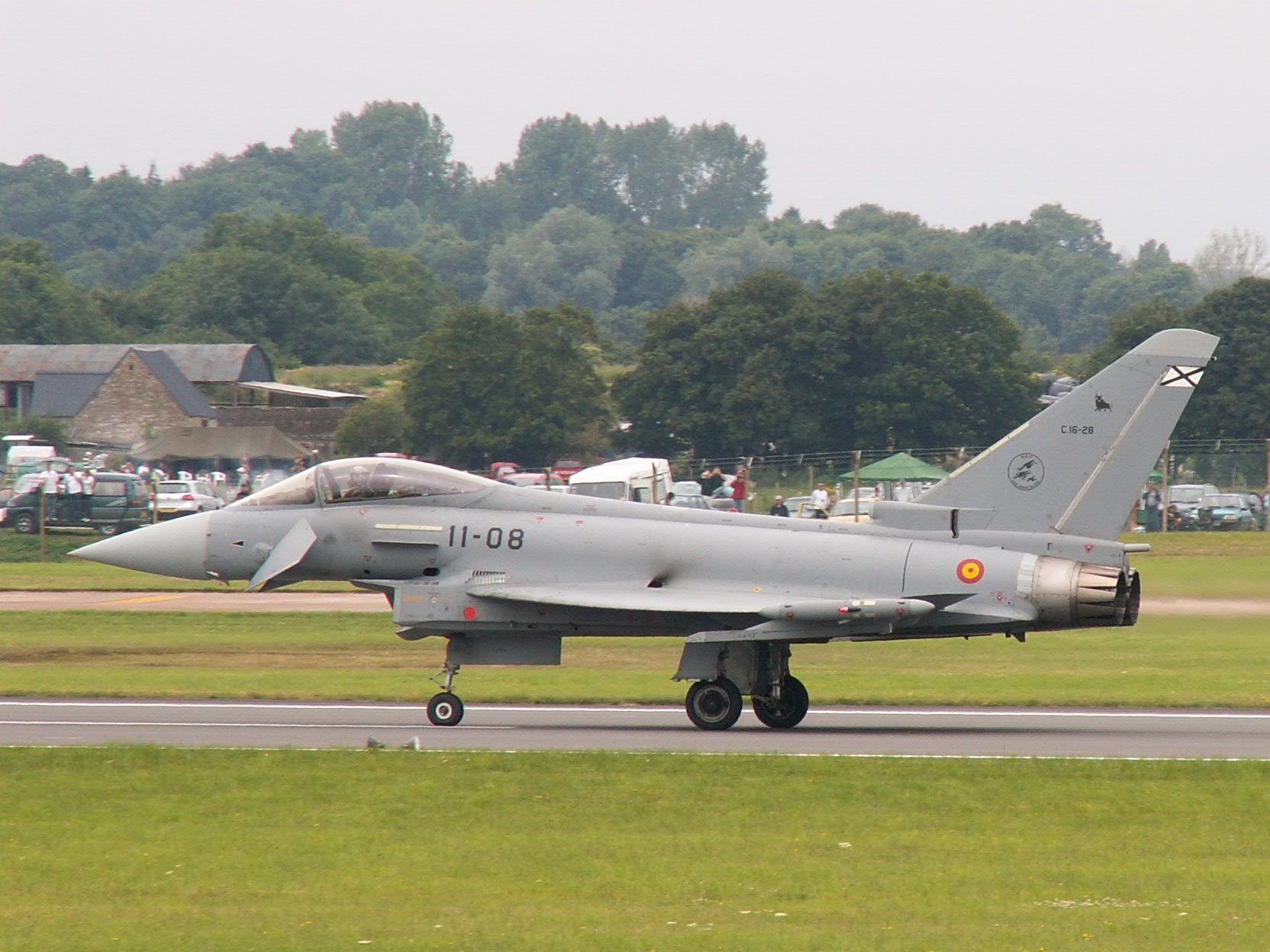
Eurofighter Typhoon fabbricati in Spagna da EADS-CASA per l'Ejército del Aire spagnolo.

La Construcciones Aeronáuticas, S.A., semplicemente nota anche come CASA, fu un'azienda aeronautica spagnola, che assunse la denominazione EADS-CASA nel 1999 in quanto consociata spagnola della EADS, attualmente Airbus.

## Storia

### CASA
La Construcciones Aeronáuticas S.A. venne fondata nel 1923 a Siviglia, in Spagna da José Ortiz de Echagüe.
- 1927 - viene realizzata la prima fabbrica specializzata in elettronica con sede a Cadice.
- 1930 - viene realizzato il primo velivolo di progettazione interamente aziendale, il CASA I.
- 1940 - viene iniziata la produzione su licenza del bombardiere tedesco Heinkel He 111.
- 1943 - Il governo spagnolo acquisisce il 33% dell'azienda.
- 1945 - viene realizzata una nuova fabbrica specializzata in ricerca aeronautica con sede a Madrid.
- 1957 - l'azienda stipula un contratto per la gestione della manutenzione e l'aggiornamento tecnico dei North American F-100 Super Sabre dell'USAF.
- 1972 - si associa alla Hispano Aviación e diventa membro del consorzio Airbus insieme ad imprese aeronautiche francesi, tedesche e britanniche.

### EADS-CASA
Dal 1999 la CASA è diventata parte della EADS, la European Aerospace Corporation, assieme alla francese Aérospatiale-Matra, ed alle tedesche Dornier-Werke GmbH e DASA. Da allora la branca spagnola della EADS ha assunto il nome di EADS-CASA.
L'attuale amministratore delegato della EADS-CASA è Carlos Suárez.
Attualmente l'EADS-CASA ha circa 7.500 dipendenti.

## Military Transport Aircraft Division (MTAD)
La MTAD è una sussidiaria della EADS-CASA con sede a Madrid, specializzata nella realizzazione di aerei da trasporto militare nella fascia dai 3.000 ai 9.000 kg. Oltre 700 sono i modelli C-212, C-235 e C-295 realizzati sono ad oggi.
Un altro dei velivoli prodotti dall'azienda è un Airbus A330-200 modificato come aerocisterna (Airbus A330 MRTT), offerto in una versione alla RAAF e successivamente alla RAF in un'altra versione tramite la compagnia AirTanker.
- Vedi anche (EN)  eads.com

## Velivoli prodotti
- CASA 1.131 Jungmann - versione realizzata su licenza dell'addestratore tedesco Bücker Bü 131
- CASA 1.133 Jungmeister - versione realizzata su licenza dell'addestratore tedesco Bücker Bü 133
- CASA 1.145 - versione realizzata su licenza dell'addestratore tedesco Gotha Go 145
- CASA 2.111 - versione realizzata su licenza del bombardiere tedesco Heinkel He 111
- CASA 352 - versione realizzata su licenza del trimotore da trasporto tedesco Junkers Ju 52/3m
- CASA C-201 Alcotán
- CASA C-202 Halcón
- CASA C-207 Azor
- CASA C.127 - versione realizzata su licenza del tedesco Dornier Do 27
- CASA SF-5A - versione realizzata su licenza del caccia statunitense Northrop F-5A, costruito anche nella versione da addestramento SF-5B.
- CASA C-223 Flamingo - versione realizzata su licenza dell'addestratore tedesco MBB 223 Flamingo
- CASA C-101 Aviojet
- CASA C-212 Aviocar
- CASA CN-235
- CASA C-295